# ناوتاکا تاکدا
ناوتاکا تاکدا (انگلیسی: Naotaka Takeda؛ زادهٔ ۱۳ ژوئیهٔ ۱۹۷۸) بازیکن فوتبال اهل ژاپن است.
از باشگاه‌هایی که در آن بازی کرده‌است می‌توان به باشگاه فوتبال آلبیرکس نیگاتا اشاره کرد.